# Planesia
Planesia es el nombre de una isla ibérica citada  por Estrabón en su Geografía. Según las fuentes, se sitúa entre la desembocadura del Súkron (Júcar) y la ciudad de Karkhēdōn (Cartagena), relacionada con Diánion (¿Denia?), ciudad en la que hay una atalaya (Hemeroscopio) y un templo de Diana (Artemísion). La localización es ambigua, ya que se pone en relación con una isla cercana llamada Plumbaria, donde hay minas de plomo y una laguna. Pese a la dificultad que entraña la reducción toponímica, su relación más verosímil por conservación del étimo es la Isla Plana de San Pablo, más conocida como Nueva Tabarca a raíz de la repoblación de la misma en el reinado de Carlos III. Esta teoría se ve también apoyada por la fuentes medievales islámicas como en al-Idrisi, que la denomina Blanāsīa, claro calco toponímico de Planesia.